# Amstel Gold Race féminine 2024
Cet article concerne l'édition féminine de l'Amstel Gold Race. Pour la course masculine, voir Amstel Gold Race 2024.
La 10e édition de l'Amstel Gold Race féminine a lieu le 14 avril 2024. Elle fait partie de l'UCI World Tour féminin. Elle est remportée par la Néerlandaise Marianne Vos.

## Équipes
| UCI Women's WorldTeams (14)- AG Insurance-Soudal Team - Canyon-SRAM Racing - FDJ-Suez - Fenix-Deceuninck - Human Powered Health - Lidl-Trek - Liv AlUla Jayco - Movistar Team - Roland - Team DSM-Firmenich PostNL - SD Worx-Protime - Team Visma \| Lease a Bike - UAE Team ADQ - Uno-X Mobility Équipes féminines continentales (10)- Chevalmeire - Cofidis - EF Education-Cannondale - GT Krush RebelLease - Hess Cycling Team - Lifeplus Wahoo - Lotto Dstny Ladies - Proximus-Cyclis CT - Team Coop-Repsol - VolkerWessels |
| |

## Parcours
Le parcours est quasiment identique à celui de l'année précédente. La course se conclut par quatre tours d'un circuit autour de Fauquemont. Il doit initialement être long de 157,4 km. 
21 côtes sont répertoriées pour cette course
| Num | Nom              | Longueur (m) | Pente moyenne | km    | km de l'arrivée |
| --- | ---------------- | ------------ | ------------- | ----- | --------------- |
| 1   | Maasberg         |              |               |       | 147,5           |
| 2   | Adsteeg (nl)     | 620          | 4,7 %         | 31,1  | 126,3           |
| 3   | Bergseweg (nl)   | 2 200        | 3,4 %         | 46,4  | 111,0           |
| 4   | Korenweg         |              |               | 49,9  | 107,5           |
| 5   | Kruisberg        |              |               | 60,9  | 96,5            |
| 6   | Eyserbosweg      | 1 100        | 7,9 %         | 62,8  | 94,6            |
| 7   | Fromberg (nl)    | 1 200        | 4,8 %         | 67,0  | 90,4            |
| 8   | Keutenberg       | 1 700        | 6,1 %         | 71,5  | 85,9            |
| 9   | Cauberg          | 1 500        | 7 %           | 81,5  | 75,9            |
| 10  | Geulhemmerberg   | 1 000        | 5,8 %         | 86,1  | 71,3            |
| 11  | Bemelerberg (nl) | 1 200        | 4 %           | 92,4  | 65,0            |
| 12  | Cauberg          | 1 500        | 7 %           | 99,4  | 58,0            |
| 13  | Geulhemmerberg   | 1 000        | 5,8 %         | 104,0 | 53,4            |
| 14  | Bemelerberg (nl) | 1 200        | 4 %           | 110,3 | 47,1            |
| 15  | Cauberg          | 1 500        | 7 %           | 117,3 | 40,1            |
| 16  | Geulhemmerberg   | 1 000        | 5,8 %         | 121,9 | 35,5            |
| 17  | Bemelerberg (nl) | 1 200        | 4 %           | 128,2 | 29,2            |
| 18  | Cauberg          | 1 500        | 7 %           | 135,2 | 22,2            |
| 19  | Geulhemmerberg   | 1 000        | 5,8 %         | 139,8 | 17,6            |
| 20  | Bemelerberg (nl) | 1 200        | 4 %           | 146,1 | 11,3            |
| 21  | Cauberg          | 1 500        | 7 %           | 154,6 | 2,8             |

## Favorites
La vainqueur sortante Demi Vollering est favorite, mais Elisa Longo Borghini a prouvé à la Flèche brabançonne qu'elle n'est pas imbattable. Katarzyna Niewiadoma, Marianne Vos, Ashleigh Moolman-Pasio et Lotte Kopecky sont les autres candidates à la victoire.

## Récit de la course
Anne Knijnenburg et Heidi Franz sont les premières échappées. Une fois reprise, Quinty Schoens et Clara Emond contrent. Le peloton les reprend quand la course est arrêtée dû à un accident impliquant une moto de police. L'interruption dure une heure, et la course est réduite à trois tours du circuit final. Dans la première ascension du Cauberg, Elisa Longo Borghini place une attaque. Elle est suivie par Katarzyna Niewiadoma, Elise Chabbey, Amber Kraak et Anna Henderson. Demi Vollering revient peu après, mais la mauvaise coopération provoque le regroupement. Dans le Geulhemmerberg, Eva van Agt accélère avec Yara Kastelijn et Ricarda Bauernfeind. Leur avance atteint la minute trente à vingt-huit kilomètres de l'arrivée. Dans le Cauberg, Lucinda Brand passe à l'offensive avec Elena Cecchini.  Plus loin Elise Chabbey et Pfeiffer Georgi les reprennent. Longo Borghini tente de nouveau, mais Demi Vollering la marque. Un groupe de sept coureuses se forme alors, il a trente-cinq secondes de retard sur l'échappée à dix-neuf kilomètres de la ligne. Anouska Koster revient plus loin. La descente du Geulhemmerberg conduit à un nouveau regroupement. Dans le Bemmelberg, Van Agt accélère ce qui distance Kastelijn. SD Worx mène la chasse. Ellen van Dijk vient se joindre à l'effort. L'écart n'est plus que de neuf secondes au pied du Cauberg. Amanda Spratt place un puissance attaque, mais est reprise par les favorites. Elles sont alors vingt-deux en tête. Demi Vollering contrôle les attaques suivantes en provenance de Niewiadoma, Kraak et Juliette Labous. La course se conclut au sprint. Lorena Wiebes se réjouit trop vite et se fait dépasser par Marianne Vos dans les derniers mètres,.

## Classements

### Classement final
| \| Classement général \| Classement général \| Classement général \| Classement général \| Classement général \| \| Coureuse \| Coureuse \| Pays \| Équipe \| Temps \| \| ------------------ \| -------------------- \| ------------------ \| -------------------------- \| ------------------ \| \| 1re \| Marianne Vos \| Pays-Bas \| Team Visma \\| Lease a Bike \| 2 h 35 min 02 s \| \| 2e \| Lorena Wiebes \| Pays-Bas \| SD Worx-Protime \| + 0 s \| \| 3e \| Ingvild Gåskjenn \| Norvège \| Liv AlUla Jayco \| + 0 s \| \| 4e \| Pfeiffer Georgi \| Royaume-Uni \| Team dsm-firmenich PostNL \| + 0 s \| \| 5e \| Elisa Longo Borghini \| Italie \| Lidl-Trek \| + 0 s \| \| 6e \| Eleonora Gasparrini \| Italie \| UAE Team ADQ \| + 0 s \| \| 7e \| Ashleigh Moolman \| Afrique du Sud \| AG Insurance-Soudal Team \| + 0 s \| \| 8e \| Amber Kraak \| Pays-Bas \| FDJ-Suez \| + 0 s \| \| 9e \| Yara Kastelijn \| Pays-Bas \| Fenix-Deceuninck \| + 0 s \| \| 10e \| Soraya Paladin \| Italie \| Canyon-SRAM Racing \| + 0 s \| |                      |                |                            |                 |
| |                      |                |                            |                 |
| Source : ProCyclingStats |                      |                |                            |                 |
| Classement général |                      |                |                            |                 |
| Coureuse | Coureuse             | Pays           | Équipe                     | Temps           |
| 1re | Marianne Vos         | Pays-Bas       | Team Visma \| Lease a Bike | 2 h 35 min 02 s |
| 2e | Lorena Wiebes        | Pays-Bas       | SD Worx-Protime            | + 0 s           |
| 3e | Ingvild Gåskjenn     | Norvège        | Liv AlUla Jayco            | + 0 s           |
| 4e | Pfeiffer Georgi      | Royaume-Uni    | Team dsm-firmenich PostNL  | + 0 s           |
| 5e | Elisa Longo Borghini | Italie         | Lidl-Trek                  | + 0 s           |
| 6e | Eleonora Gasparrini  | Italie         | UAE Team ADQ               | + 0 s           |
| 7e | Ashleigh Moolman     | Afrique du Sud | AG Insurance-Soudal Team   | + 0 s           |
| 8e | Amber Kraak          | Pays-Bas       | FDJ-Suez                   | + 0 s           |
| 9e | Yara Kastelijn       | Pays-Bas       | Fenix-Deceuninck           | + 0 s           |
| 10e | Soraya Paladin       | Italie         | Canyon-SRAM Racing         | + 0 s           |

### UCI World Tour

#### Points attribués
| Position           | 1er | 2e  | 3e  | 4e  | 5e  | 6e  | 7e  | 8e  | 9e | 10e | 11e | 12e | 13e | 14e | 15e | 16e à 20e | 21e à 30e | 31e à 40e |
| Classement général | 400 | 320 | 260 | 220 | 180 | 140 | 120 | 100 | 80 | 68  | 56  | 48  | 40  | 32  | 28  | 24        | 16        | 8         |

| Classement par points | Classement par points | Classement par points | Classement par points      | Classement par points |
| Coureuse              | Coureuse              | Pays                  | Équipe                     | Points                |
| --------------------- | --------------------- | --------------------- | -------------------------- | --------------------- |
| 1re                   | Lotte Kopecky         | Belgique              | SD Worx-Protime            | 2110 pts              |
| 2e                    | Elisa Balsamo         | Italie                | Lidl-Trek                  | 1828 pts              |
| 3e                    | Lorena Wiebes         | Pays-Bas              | SD Worx-Protime            | 1532 pts              |
| 4e                    | Marianne Vos          | Pays-Bas              | Team Visma \| Lease a Bike | 1320 pts              |
| 5e                    | Elisa Longo Borghini  | Italie                | Lidl-Trek                  | 1303 pts              |
| 6e                    | Puck Pieterse         | Pays-Bas              | Fenix-Deceuninck           | 920 pts               |
| 7e                    | Pfeiffer Georgi       | Royaume-Uni           | Team dsm-firmenich PostNL  | 852 pts               |
| 8e                    | Shirin van Anrooij    | Pays-Bas              | Lidl-Trek                  | 732 pts               |
| 9e                    | Neve Bradbury         | Australie             | Canyon-SRAM Racing         | 718 pts               |
| 10e                   | Katarzyna Niewiadoma  | Pologne               | Canyon-SRAM Racing         | 684 pts               |

| Classement par points | Classement par points | Classement par points | Classement par points      | Classement par points |
| Coureuse              | Coureuse              | Pays                  | Équipe                     | Points                |
| --------------------- | --------------------- | --------------------- | -------------------------- | --------------------- |
| 1re                   | Lotte Kopecky         | Belgique              | SD Worx-Protime            | 2110 pts              |
| 2e                    | Elisa Balsamo         | Italie                | Lidl-Trek                  | 1828 pts              |
| 3e                    | Lorena Wiebes         | Pays-Bas              | SD Worx-Protime            | 1532 pts              |
| 4e                    | Marianne Vos          | Pays-Bas              | Team Visma \| Lease a Bike | 1320 pts              |
| 5e                    | Elisa Longo Borghini  | Italie                | Lidl-Trek                  | 1303 pts              |
| 6e                    | Puck Pieterse         | Pays-Bas              | Fenix-Deceuninck           | 920 pts               |
| 7e                    | Pfeiffer Georgi       | Royaume-Uni           | Team dsm-firmenich PostNL  | 852 pts               |
| 8e                    | Shirin van Anrooij    | Pays-Bas              | Lidl-Trek                  | 732 pts               |
| 9e                    | Neve Bradbury         | Australie             | Canyon-SRAM Racing         | 718 pts               |
| 10e                   | Katarzyna Niewiadoma  | Pologne               | Canyon-SRAM Racing         | 684 pts               |

| Classement du meilleur jeune | Classement du meilleur jeune | Classement du meilleur jeune | Classement du meilleur jeune | Classement du meilleur jeune |
| Coureuse                     | Coureuse                     | Pays                         | Équipe                       | Points                       |
| ---------------------------- | ---------------------------- | ---------------------------- | ---------------------------- | ---------------------------- |
| 1re                          | Puck Pieterse                | Pays-Bas                     | Fenix-Deceuninck             | 30 pts                       |
| 2e                           | Shirin van Anrooij           | Pays-Bas                     | Lidl-Trek                    | 28 pts                       |
| 3e                           | Neve Bradbury                | Australie                    | Canyon-SRAM Racing           | 14 pts                       |

| Classement du meilleur jeune | Classement du meilleur jeune | Classement du meilleur jeune | Classement du meilleur jeune | Classement du meilleur jeune |
| Coureuse                     | Coureuse                     | Pays                         | Équipe                       | Points                       |
| ---------------------------- | ---------------------------- | ---------------------------- | ---------------------------- | ---------------------------- |
| 1re                          | Puck Pieterse                | Pays-Bas                     | Fenix-Deceuninck             | 30 pts                       |
| 2e                           | Shirin van Anrooij           | Pays-Bas                     | Lidl-Trek                    | 28 pts                       |
| 3e                           | Neve Bradbury                | Australie                    | Canyon-SRAM Racing           | 14 pts                       |

| Classement par équipes aux points | Classement par équipes aux points | Classement par équipes aux points | Classement par équipes aux points |
| Équipe                            | Équipe                            | Pays                              | Points                            |
| --------------------------------- | --------------------------------- | --------------------------------- | --------------------------------- |
| 1re                               | Lidl-Trek                         | États-Unis                        | 4790 pts                          |
| 2e                                | SD Worx-Protime                   | Pays-Bas                          | 4423 pts                          |
| 3e                                | Canyon-SRAM Racing                | Allemagne                         | 2586 pts                          |
| 4e                                | Team DSM-Firmenich PostNL         | Pays-Bas                          | 2377 pts                          |
| 5e                                | Team Visma \| Lease a Bike        | Pays-Bas                          | 2314 pts                          |
| 6e                                | UAE Team ADQ                      | Émirats arabes unis               | 2301 pts                          |
| 7e                                | FDJ-Suez                          | France                            | 1824 pts                          |
| 8e                                | Fenix-Deceuninck                  | Belgique                          | 1762 pts                          |
| 9e                                | Liv AlUla Jayco                   | Australie                         | 1731 pts                          |
| 10e                               | AG Insurance-Soudal Team          | Belgique                          | 1358 pts                          |

| Classement par équipes aux points | Classement par équipes aux points | Classement par équipes aux points | Classement par équipes aux points |
| Équipe                            | Équipe                            | Pays                              | Points                            |
| --------------------------------- | --------------------------------- | --------------------------------- | --------------------------------- |
| 1re                               | Lidl-Trek                         | États-Unis                        | 4790 pts                          |
| 2e                                | SD Worx-Protime                   | Pays-Bas                          | 4423 pts                          |
| 3e                                | Canyon-SRAM Racing                | Allemagne                         | 2586 pts                          |
| 4e                                | Team DSM-Firmenich PostNL         | Pays-Bas                          | 2377 pts                          |
| 5e                                | Team Visma \| Lease a Bike        | Pays-Bas                          | 2314 pts                          |
| 6e                                | UAE Team ADQ                      | Émirats arabes unis               | 2301 pts                          |
| 7e                                | FDJ-Suez                          | France                            | 1824 pts                          |
| 8e                                | Fenix-Deceuninck                  | Belgique                          | 1762 pts                          |
| 9e                                | Liv AlUla Jayco                   | Australie                         | 1731 pts                          |
| 10e                               | AG Insurance-Soudal Team          | Belgique                          | 1358 pts                          |

## Liste des participants
| Légende | Légende                                                                    | Légende | Légende                                                    |
| ------- | -------------------------------------------------------------------------- | ------- | ---------------------------------------------------------- |
| Num     | Dossard de départ porté par le coureur sur cette Amstel Gold Race          | Pos     | Position à l'arrivée de la course                          |
|         | Indique un maillot de champion national ou mondial, suivi de sa spécialité | NP      | Indique un coureur qui n'a pas pris le départ de la course |
| AB      | Indique un coureur qui n'a pas terminé la course                           | HD      | Indique un coureur qui a terminé la course hors des délais |

| SD Worx-Protime SDW | SD Worx-Protime SDW            | SD Worx-Protime SDW |
| ------------------- | ------------------------------ | ------------------- |
| Num                 | Coureuse                       | Pos                 |
| 1                   | Demi Vollering (NED) (route)   | 22e                 |
| 2                   | Lotte Kopecky (BEL) (route)    | 77e                 |
| 3                   | Mischa Bredewold (NED) (route) | 84e                 |
| 4                   | Elena Cecchini (ITA)           | 82e                 |
| 5                   | Blanka Vas (HUN) (route)       | 83e                 |
| 6                   | Lorena Wiebes (NED)            | 2e                  |

| AG Insurance-Soudal Team AGS | AG Insurance-Soudal Team AGS       | AG Insurance-Soudal Team AGS |
| ---------------------------- | ---------------------------------- | ---------------------------- |
| Num                          | Coureuse                           | Pos                          |
| 11                           | Ashleigh Moolman (RSA)             | 7e                           |
| 12                           | Mireia Benito (ESP)                | AB                           |
| 13                           | Justine Ghekiere (BEL)             | 97e                          |
| 14                           | Kimberley Le Court de Billot (MRI) | AB                           |
| 15                           | Sarah Gigante (AUS)                | 72e                          |
| 16                           | Maud Rijnbeek (NED)                | 75e                          |

| Canyon-SRAM Racing CSR | Canyon-SRAM Racing CSR     | Canyon-SRAM Racing CSR |
| ---------------------- | -------------------------- | ---------------------- |
| Num                    | Coureuse                   | Pos                    |
| 21                     | Katarzyna Niewiadoma (POL) | 20e                    |
| 22                     | Neve Bradbury (AUS)        | 38e                    |
| 23                     | Ricarda Bauernfeind (GER)  | 18e                    |
| 24                     | Elise Chabbey (SUI)        | 16e                    |
| 25                     | Tiffany Cromwell (AUS)     | 47e                    |
| 26                     | Soraya Paladin (ITA)       | 10e                    |

| FDJ-Suez FST | FDJ-Suez FST          | FDJ-Suez FST |
| ------------ | --------------------- | ------------ |
| Num          | Coureuse              | Pos          |
| 31           | Loes Adegeest (NED)   | 85e          |
| 32           | Grace Brown (AUS)     | 27e          |
| 33           | Nina Buysman (NED)    | AB           |
| 34           | Léa Curinier (FRA)    | 13e          |
| 35           | Amber Kraak (NED)     | 8e           |
| 36           | Gladys Verhulst (FRA) | AB           |

| Fenix-Deceuninck FED | Fenix-Deceuninck FED          | Fenix-Deceuninck FED |
| -------------------- | ----------------------------- | -------------------- |
| Num                  | Coureuse                      | Pos                  |
| 41                   | Millie Couzens (GBR)          | 92e                  |
| 42                   | Yara Kastelijn (NED)          | 9e                   |
| 43                   | Greta Marturano (ITA)         | 69e                  |
| 44                   | Flora Perkins (GBR)           | 51e                  |
| 45                   | Pauliena Rooijakkers (NED)    | 17e                  |
| 46                   | Christina Schweinberger (AUT) | 33e                  |

| Human Powered Health HPH | Human Powered Health HPH | Human Powered Health HPH |
| ------------------------ | ------------------------ | ------------------------ |
| Num                      | Coureuse                 | Pos                      |
| 51                       | Henrietta Christie (NZL) | 30e                      |
| 52                       | Ruth Edwards (USA)       | AB                       |
| 53                       | Barbara Malcotti (ITA)   | 39e                      |
| 54                       | Katia Ragusa (ITA)       | 31e                      |
| 55                       | Silvia Zanardi (ITA)     | 110e                     |
| 56                       | Linda Zanetti (SUI)      | 73e                      |

| Lidl-Trek LTK | Lidl-Trek LTK                      | Lidl-Trek LTK |
| ------------- | ---------------------------------- | ------------- |
| Num           | Coureuse                           | Pos           |
| 61            | Elisa Longo Borghini (ITA) (route) | 5e            |
| 62            | Lucinda Brand (NED)                | 71e           |
| 63            | Brodie Chapman (AUS)               | NP            |
| 64            | Amanda Spratt (AUS)                | 41e           |
| 65            | Shirin van Anrooij (NED)           | 12e           |
| 66            | Ellen van Dijk (NED)               | 44e           |

| Liv AlUla Jayco LAJ | Liv AlUla Jayco LAJ       | Liv AlUla Jayco LAJ |
| ------------------- | ------------------------- | ------------------- |
| Num                 | Coureuse                  | Pos                 |
| 71                  | Mavi García (ESP) (route) | 15e                 |
| 72                  | Caroline Andersson (SWE)  | 32e                 |
| 73                  | Ingvild Gåskjenn (NOR)    | 3e                  |
| 74                  | Alexandra Manly (AUS)     | 89e                 |
| 75                  | Amber Pate (AUS)          | 96e                 |
| 76                  | Ella Wyllie (NZL)         | 52e                 |

| Movistar Team MOV | Movistar Team MOV            | Movistar Team MOV |
| ----------------- | ---------------------------- | ----------------- |
| Num               | Coureuse                     | Pos               |
| 81                | Arlenis Sierra (CUB) (route) | 23e               |
| 82                | Olivia Baril (CAN)           | 40e               |
| 83                | Jelena Erić (SRB) (route)    | 29e               |
| 84                | Floortje Mackaij (NED)       | AB                |
| 85                | Mareille Meijering (NED)     | 42e               |
| 86                | Paula Patiño (COL) (route)   | 76e               |

| Roland CGS | Roland CGS                       | Roland CGS |
| ---------- | -------------------------------- | ---------- |
| Num        | Coureuse                         | Pos        |
| 91         | Ántri Christofórou (CYP) (route) | AB         |
| 92         | Tamara Dronova (RUS) (route)     | 60e        |
| 93         | Natalie Grinczer (GBR)           | 48e        |
| 94         | Elena Hartmann (SUI)             | 74e        |
| 96         | Elena Pirrone (ITA)              | 93e        |

| Team dsm-firmenich PostNL DFP | Team dsm-firmenich PostNL DFP | Team dsm-firmenich PostNL DFP |
| ----------------------------- | ----------------------------- | ----------------------------- |
| Num                           | Coureuse                      | Pos                           |
| 101                           | Juliette Labous (FRA)         | 19e                           |
| 102                           | Francesca Barale (ITA)        | 56e                           |
| 103                           | Eleonora Ciabocco (ITA)       | 55e                           |
| 104                           | Pfeiffer Georgi (GBR) (route) | 4e                            |
| 105                           | Elise Uijen (NED)             | 104e                          |
| 106                           | Nienke Vinke (NED)            | 68e                           |

| Team Visma \| Lease a Bike TVL | Team Visma \| Lease a Bike TVL | Team Visma \| Lease a Bike TVL |
| ------------------------------ | ------------------------------ | ------------------------------ |
| Num                            | Coureuse                       | Pos                            |
| 111                            | Marianne Vos (NED)             | 1re                            |
| 112                            | Anna Henderson (GBR)           | 11e                            |
| 113                            | Riejanne Markus (NED)          | 37e                            |
| 114                            | Eva van Agt (NED)              | 21e                            |
| 115                            | Fem van Empel (NED)            | 25e                            |
| 116                            | Sophie von Berswordt (NED)     | 64e                            |

| UAE Team ADQ UAD | UAE Team ADQ UAD          | UAE Team ADQ UAD |
| ---------------- | ------------------------- | ---------------- |
| Num              | Coureuse                  | Pos              |
| 121              | Silvia Persico (ITA)      | 70e              |
| 122              | Alena Amialiusik (BLR)    | 67e              |
| 123              | Sofia Bertizzolo (ITA)    | 26e              |
| 124              | Eleonora Gasparrini (ITA) | 6e               |
| 125              | Mikayla Harvey (NZL)      | 80e              |
| 126              | Alena Ivanchenko (RUS)    | 81e              |

| Uno-X Mobility UXM | Uno-X Mobility UXM             | Uno-X Mobility UXM |
| ------------------ | ------------------------------ | ------------------ |
| Num                | Coureuse                       | Pos                |
| 131                | Susanne Andersen (NOR) (route) | 59e                |
| 132                | Solbjørk Minke Anderson (DEN)  | 35e                |
| 133                | Simone Boilard (CAN)           | 14e                |
| 134                | Marte Berg Edseth (NOR)        | 54e                |
| 135                | Anouska Koster (NED)           | 24e                |
| 136                | Mie Bjørndal Ottestad (NOR)    | 63e                |

| Cofidis COF | Cofidis COF               | Cofidis COF |
| ----------- | ------------------------- | ----------- |
| Num         | Coureuse                  | Pos         |
| 141         | Flavie Boulais (FRA)      | 108e        |
| 142         | Morgane Coston (FRA)      | 111e        |
| 143         | Julie Bego (FRA)          | 50e         |
| 144         | Hannah Ludwig (GER)       | 79e         |
| 145         | Nikola Nosková (CZE)      | NP          |
| 146         | Kirstie van Haaften (NED) | 107e        |

| EF Education-Cannondale EFC | EF Education-Cannondale EFC | EF Education-Cannondale EFC |
| --------------------------- | --------------------------- | --------------------------- |
| Num                         | Coureuse                    | Pos                         |
| 151                         | Nina Kessler (NED)          | 58e                         |
| 152                         | Veronica Ewers (USA)        | 62e                         |
| 153                         | Letizia Borghesi (ITA)      | 49e                         |
| 154                         | Clara Emond (CAN)           | 36e                         |
| 155                         | Magdeleine Vallieres (CAN)  | 53e                         |
| 156                         | Clara Koppenburg (GER)      | 57e                         |

| GT Krush Rebellease BPC | GT Krush Rebellease BPC      | GT Krush Rebellease BPC |
| ----------------------- | ---------------------------- | ----------------------- |
| Num                     | Coureuse                     | Pos                     |
| 161                     | Marissa Baks (NED)           | 106e                    |
| 162                     | Henrietta Colborne (GBR)     | 102e                    |
| 163                     | Femke de Vries (NED)         | 61e                     |
| 164                     | Anniek Mos (NED)             | 119e                    |
| 165                     | Renee Van Hout (NED)         | 65e                     |
| 166                     | Meike Uiterwijk Winkel (NED) | 118e                    |

| VolkerWessels VWT | VolkerWessels VWT           | VolkerWessels VWT |
| ----------------- | --------------------------- | ----------------- |
| Num               | Coureuse                    | Pos               |
| 171               | Sabrina Stultiens (NED)     | 34e               |
| 172               | Anneke Dijkstra (NED)       | 43e               |
| 173               | Eline Jansen (NED)          | 28e               |
| 174               | Anne Knijnenburg (NED)      | 86e               |
| 175               | Quinty Schoens (NED)        | 45e               |
| 176               | Margot Vanpachtenbeke (BEL) | 46e               |

| Chevalmeire CHE | Chevalmeire CHE     | Chevalmeire CHE |
| --------------- | ------------------- | --------------- |
| Num             | Coureuse            | Pos             |
| 183             | Malin Eriksen (NOR) | 114e            |
| 184             | Cleo Kiekens (BEL)  | 78e             |
| 185             | Hanna Nilsson (SWE) | AB              |
| 186             | Emily Watts (AUS)   | AB              |

| Hess Cycling Team HCT | Hess Cycling Team HCT  | Hess Cycling Team HCT |
| --------------------- | ---------------------- | --------------------- |
| Num                   | Coureuse               | Pos                   |
| 191                   | Sara Casasola (ITA)    | 94e                   |
| 192                   | Nicole Frain (AUS)     | 100e                  |
| 193                   | Rotem Gafinovitz (ISR) | 99e                   |
| 194                   | Grace Lister (GBR)     | 115e                  |
| 195                   | Holly Ramsey (GBR)     | HD                    |
| 196                   | Liv Wenzel (LUX)       | 117e                  |

| Lifeplus Wahoo LPW | Lifeplus Wahoo LPW         | Lifeplus Wahoo LPW |
| ------------------ | -------------------------- | ------------------ |
| Num                | Coureuse                   | Pos                |
| 201                | Heidi Franz (USA)          | AB                 |
| 202                | Alicia González (ESP)      | 109e               |
| 203                | Ella Jamieson (GBR)        | 121e               |
| 204                | Eluned King (GBR)          | 112e               |
| 205                | Karin Söderqvist (SWE)     | 66e                |
| 206                | Babette van der Wolf (NED) | 88e                |

| Lotto Dstny Ladies LDL | Lotto Dstny Ladies LDL      | Lotto Dstny Ladies LDL |
| ---------------------- | --------------------------- | ---------------------- |
| Num                    | Coureuse                    | Pos                    |
| 211                    | Maureen Arens (NED)         | 120e                   |
| 212                    | Audrey De Keersmaeker (BEL) | 122e                   |
| 213                    | Alberte Greve (DEN)         | 98e                    |
| 214                    | Julie Hendrickx (BEL)       | HD                     |
| 215                    | Anna van Wersch (NED)       | 105e                   |
| 216                    | Quinty van de Guchte (NED)  | 91e                    |

| Proximus-Cyclis CT ___ | Proximus-Cyclis CT ___ | Proximus-Cyclis CT ___ |
| ---------------------- | ---------------------- | ---------------------- |
| Num                    | Coureuse               | Pos                    |
| 221                    | Amber Aernouts (NED)   | AB                     |
| 223                    | Adèle Hurteloup (FRA)  | AB                     |
| 224                    | Lone Meertens (BEL)    | AB                     |
| 225                    | Febe Poppe (BEL)       | 113e                   |
| 226                    | Deborah Veerman (NED)  | 90e                    |

| Team Coop-Repsol HPU | Team Coop-Repsol HPU          | Team Coop-Repsol HPU |
| -------------------- | ----------------------------- | -------------------- |
| Num                  | Coureuse                      | Pos                  |
| 231                  | India Grangier (FRA)          | AB                   |
| 232                  | Sigrid Ytterhus Haugset (NOR) | 95e                  |
| 233                  | Tiril Jørgensen (NOR)         | 103e                 |
| 234                  | Magdalene Lind (NOR)          | 101e                 |
| 235                  | April Tacey (GBR)             | 116e                 |
| 236                  | Eline Van Rooijen (NED)       | 87e                  |

| SD Worx-Protime SDW | SD Worx-Protime SDW            | SD Worx-Protime SDW |
| ------------------- | ------------------------------ | ------------------- |
| Num                 | Coureuse                       | Pos                 |
| 1                   | Demi Vollering (NED) (route)   | 22e                 |
| 2                   | Lotte Kopecky (BEL) (route)    | 77e                 |
| 3                   | Mischa Bredewold (NED) (route) | 84e                 |
| 4                   | Elena Cecchini (ITA)           | 82e                 |
| 5                   | Blanka Vas (HUN) (route)       | 83e                 |
| 6                   | Lorena Wiebes (NED)            | 2e                  |

| AG Insurance-Soudal Team AGS | AG Insurance-Soudal Team AGS       | AG Insurance-Soudal Team AGS |
| ---------------------------- | ---------------------------------- | ---------------------------- |
| Num                          | Coureuse                           | Pos                          |
| 11                           | Ashleigh Moolman (RSA)             | 7e                           |
| 12                           | Mireia Benito (ESP)                | AB                           |
| 13                           | Justine Ghekiere (BEL)             | 97e                          |
| 14                           | Kimberley Le Court de Billot (MRI) | AB                           |
| 15                           | Sarah Gigante (AUS)                | 72e                          |
| 16                           | Maud Rijnbeek (NED)                | 75e                          |

| Canyon-SRAM Racing CSR | Canyon-SRAM Racing CSR     | Canyon-SRAM Racing CSR |
| ---------------------- | -------------------------- | ---------------------- |
| Num                    | Coureuse                   | Pos                    |
| 21                     | Katarzyna Niewiadoma (POL) | 20e                    |
| 22                     | Neve Bradbury (AUS)        | 38e                    |
| 23                     | Ricarda Bauernfeind (GER)  | 18e                    |
| 24                     | Elise Chabbey (SUI)        | 16e                    |
| 25                     | Tiffany Cromwell (AUS)     | 47e                    |
| 26                     | Soraya Paladin (ITA)       | 10e                    |

| FDJ-Suez FST | FDJ-Suez FST          | FDJ-Suez FST |
| ------------ | --------------------- | ------------ |
| Num          | Coureuse              | Pos          |
| 31           | Loes Adegeest (NED)   | 85e          |
| 32           | Grace Brown (AUS)     | 27e          |
| 33           | Nina Buysman (NED)    | AB           |
| 34           | Léa Curinier (FRA)    | 13e          |
| 35           | Amber Kraak (NED)     | 8e           |
| 36           | Gladys Verhulst (FRA) | AB           |

| Fenix-Deceuninck FED | Fenix-Deceuninck FED          | Fenix-Deceuninck FED |
| -------------------- | ----------------------------- | -------------------- |
| Num                  | Coureuse                      | Pos                  |
| 41                   | Millie Couzens (GBR)          | 92e                  |
| 42                   | Yara Kastelijn (NED)          | 9e                   |
| 43                   | Greta Marturano (ITA)         | 69e                  |
| 44                   | Flora Perkins (GBR)           | 51e                  |
| 45                   | Pauliena Rooijakkers (NED)    | 17e                  |
| 46                   | Christina Schweinberger (AUT) | 33e                  |

| Human Powered Health HPH | Human Powered Health HPH | Human Powered Health HPH |
| ------------------------ | ------------------------ | ------------------------ |
| Num                      | Coureuse                 | Pos                      |
| 51                       | Henrietta Christie (NZL) | 30e                      |
| 52                       | Ruth Edwards (USA)       | AB                       |
| 53                       | Barbara Malcotti (ITA)   | 39e                      |
| 54                       | Katia Ragusa (ITA)       | 31e                      |
| 55                       | Silvia Zanardi (ITA)     | 110e                     |
| 56                       | Linda Zanetti (SUI)      | 73e                      |

| Lidl-Trek LTK | Lidl-Trek LTK                      | Lidl-Trek LTK |
| ------------- | ---------------------------------- | ------------- |
| Num           | Coureuse                           | Pos           |
| 61            | Elisa Longo Borghini (ITA) (route) | 5e            |
| 62            | Lucinda Brand (NED)                | 71e           |
| 63            | Brodie Chapman (AUS)               | NP            |
| 64            | Amanda Spratt (AUS)                | 41e           |
| 65            | Shirin van Anrooij (NED)           | 12e           |
| 66            | Ellen van Dijk (NED)               | 44e           |

| Liv AlUla Jayco LAJ | Liv AlUla Jayco LAJ       | Liv AlUla Jayco LAJ |
| ------------------- | ------------------------- | ------------------- |
| Num                 | Coureuse                  | Pos                 |
| 71                  | Mavi García (ESP) (route) | 15e                 |
| 72                  | Caroline Andersson (SWE)  | 32e                 |
| 73                  | Ingvild Gåskjenn (NOR)    | 3e                  |
| 74                  | Alexandra Manly (AUS)     | 89e                 |
| 75                  | Amber Pate (AUS)          | 96e                 |
| 76                  | Ella Wyllie (NZL)         | 52e                 |

| Movistar Team MOV | Movistar Team MOV            | Movistar Team MOV |
| ----------------- | ---------------------------- | ----------------- |
| Num               | Coureuse                     | Pos               |
| 81                | Arlenis Sierra (CUB) (route) | 23e               |
| 82                | Olivia Baril (CAN)           | 40e               |
| 83                | Jelena Erić (SRB) (route)    | 29e               |
| 84                | Floortje Mackaij (NED)       | AB                |
| 85                | Mareille Meijering (NED)     | 42e               |
| 86                | Paula Patiño (COL) (route)   | 76e               |

| Roland CGS | Roland CGS                       | Roland CGS |
| ---------- | -------------------------------- | ---------- |
| Num        | Coureuse                         | Pos        |
| 91         | Ántri Christofórou (CYP) (route) | AB         |
| 92         | Tamara Dronova (RUS) (route)     | 60e        |
| 93         | Natalie Grinczer (GBR)           | 48e        |
| 94         | Elena Hartmann (SUI)             | 74e        |
| 96         | Elena Pirrone (ITA)              | 93e        |

| Team dsm-firmenich PostNL DFP | Team dsm-firmenich PostNL DFP | Team dsm-firmenich PostNL DFP |
| ----------------------------- | ----------------------------- | ----------------------------- |
| Num                           | Coureuse                      | Pos                           |
| 101                           | Juliette Labous (FRA)         | 19e                           |
| 102                           | Francesca Barale (ITA)        | 56e                           |
| 103                           | Eleonora Ciabocco (ITA)       | 55e                           |
| 104                           | Pfeiffer Georgi (GBR) (route) | 4e                            |
| 105                           | Elise Uijen (NED)             | 104e                          |
| 106                           | Nienke Vinke (NED)            | 68e                           |

| Team Visma \| Lease a Bike TVL | Team Visma \| Lease a Bike TVL | Team Visma \| Lease a Bike TVL |
| ------------------------------ | ------------------------------ | ------------------------------ |
| Num                            | Coureuse                       | Pos                            |
| 111                            | Marianne Vos (NED)             | 1re                            |
| 112                            | Anna Henderson (GBR)           | 11e                            |
| 113                            | Riejanne Markus (NED)          | 37e                            |
| 114                            | Eva van Agt (NED)              | 21e                            |
| 115                            | Fem van Empel (NED)            | 25e                            |
| 116                            | Sophie von Berswordt (NED)     | 64e                            |

| UAE Team ADQ UAD | UAE Team ADQ UAD          | UAE Team ADQ UAD |
| ---------------- | ------------------------- | ---------------- |
| Num              | Coureuse                  | Pos              |
| 121              | Silvia Persico (ITA)      | 70e              |
| 122              | Alena Amialiusik (BLR)    | 67e              |
| 123              | Sofia Bertizzolo (ITA)    | 26e              |
| 124              | Eleonora Gasparrini (ITA) | 6e               |
| 125              | Mikayla Harvey (NZL)      | 80e              |
| 126              | Alena Ivanchenko (RUS)    | 81e              |

| Uno-X Mobility UXM | Uno-X Mobility UXM             | Uno-X Mobility UXM |
| ------------------ | ------------------------------ | ------------------ |
| Num                | Coureuse                       | Pos                |
| 131                | Susanne Andersen (NOR) (route) | 59e                |
| 132                | Solbjørk Minke Anderson (DEN)  | 35e                |
| 133                | Simone Boilard (CAN)           | 14e                |
| 134                | Marte Berg Edseth (NOR)        | 54e                |
| 135                | Anouska Koster (NED)           | 24e                |
| 136                | Mie Bjørndal Ottestad (NOR)    | 63e                |

| Cofidis COF | Cofidis COF               | Cofidis COF |
| ----------- | ------------------------- | ----------- |
| Num         | Coureuse                  | Pos         |
| 141         | Flavie Boulais (FRA)      | 108e        |
| 142         | Morgane Coston (FRA)      | 111e        |
| 143         | Julie Bego (FRA)          | 50e         |
| 144         | Hannah Ludwig (GER)       | 79e         |
| 145         | Nikola Nosková (CZE)      | NP          |
| 146         | Kirstie van Haaften (NED) | 107e        |

| EF Education-Cannondale EFC | EF Education-Cannondale EFC | EF Education-Cannondale EFC |
| --------------------------- | --------------------------- | --------------------------- |
| Num                         | Coureuse                    | Pos                         |
| 151                         | Nina Kessler (NED)          | 58e                         |
| 152                         | Veronica Ewers (USA)        | 62e                         |
| 153                         | Letizia Borghesi (ITA)      | 49e                         |
| 154                         | Clara Emond (CAN)           | 36e                         |
| 155                         | Magdeleine Vallieres (CAN)  | 53e                         |
| 156                         | Clara Koppenburg (GER)      | 57e                         |

| GT Krush Rebellease BPC | GT Krush Rebellease BPC      | GT Krush Rebellease BPC |
| ----------------------- | ---------------------------- | ----------------------- |
| Num                     | Coureuse                     | Pos                     |
| 161                     | Marissa Baks (NED)           | 106e                    |
| 162                     | Henrietta Colborne (GBR)     | 102e                    |
| 163                     | Femke de Vries (NED)         | 61e                     |
| 164                     | Anniek Mos (NED)             | 119e                    |
| 165                     | Renee Van Hout (NED)         | 65e                     |
| 166                     | Meike Uiterwijk Winkel (NED) | 118e                    |

| VolkerWessels VWT | VolkerWessels VWT           | VolkerWessels VWT |
| ----------------- | --------------------------- | ----------------- |
| Num               | Coureuse                    | Pos               |
| 171               | Sabrina Stultiens (NED)     | 34e               |
| 172               | Anneke Dijkstra (NED)       | 43e               |
| 173               | Eline Jansen (NED)          | 28e               |
| 174               | Anne Knijnenburg (NED)      | 86e               |
| 175               | Quinty Schoens (NED)        | 45e               |
| 176               | Margot Vanpachtenbeke (BEL) | 46e               |

| Chevalmeire CHE | Chevalmeire CHE     | Chevalmeire CHE |
| --------------- | ------------------- | --------------- |
| Num             | Coureuse            | Pos             |
| 183             | Malin Eriksen (NOR) | 114e            |
| 184             | Cleo Kiekens (BEL)  | 78e             |
| 185             | Hanna Nilsson (SWE) | AB              |
| 186             | Emily Watts (AUS)   | AB              |

| Hess Cycling Team HCT | Hess Cycling Team HCT  | Hess Cycling Team HCT |
| --------------------- | ---------------------- | --------------------- |
| Num                   | Coureuse               | Pos                   |
| 191                   | Sara Casasola (ITA)    | 94e                   |
| 192                   | Nicole Frain (AUS)     | 100e                  |
| 193                   | Rotem Gafinovitz (ISR) | 99e                   |
| 194                   | Grace Lister (GBR)     | 115e                  |
| 195                   | Holly Ramsey (GBR)     | HD                    |
| 196                   | Liv Wenzel (LUX)       | 117e                  |

| Lifeplus Wahoo LPW | Lifeplus Wahoo LPW         | Lifeplus Wahoo LPW |
| ------------------ | -------------------------- | ------------------ |
| Num                | Coureuse                   | Pos                |
| 201                | Heidi Franz (USA)          | AB                 |
| 202                | Alicia González (ESP)      | 109e               |
| 203                | Ella Jamieson (GBR)        | 121e               |
| 204                | Eluned King (GBR)          | 112e               |
| 205                | Karin Söderqvist (SWE)     | 66e                |
| 206                | Babette van der Wolf (NED) | 88e                |

| Lotto Dstny Ladies LDL | Lotto Dstny Ladies LDL      | Lotto Dstny Ladies LDL |
| ---------------------- | --------------------------- | ---------------------- |
| Num                    | Coureuse                    | Pos                    |
| 211                    | Maureen Arens (NED)         | 120e                   |
| 212                    | Audrey De Keersmaeker (BEL) | 122e                   |
| 213                    | Alberte Greve (DEN)         | 98e                    |
| 214                    | Julie Hendrickx (BEL)       | HD                     |
| 215                    | Anna van Wersch (NED)       | 105e                   |
| 216                    | Quinty van de Guchte (NED)  | 91e                    |

| Proximus-Cyclis CT ___ | Proximus-Cyclis CT ___ | Proximus-Cyclis CT ___ |
| ---------------------- | ---------------------- | ---------------------- |
| Num                    | Coureuse               | Pos                    |
| 221                    | Amber Aernouts (NED)   | AB                     |
| 223                    | Adèle Hurteloup (FRA)  | AB                     |
| 224                    | Lone Meertens (BEL)    | AB                     |
| 225                    | Febe Poppe (BEL)       | 113e                   |
| 226                    | Deborah Veerman (NED)  | 90e                    |

| Team Coop-Repsol HPU | Team Coop-Repsol HPU          | Team Coop-Repsol HPU |
| -------------------- | ----------------------------- | -------------------- |
| Num                  | Coureuse                      | Pos                  |
| 231                  | India Grangier (FRA)          | AB                   |
| 232                  | Sigrid Ytterhus Haugset (NOR) | 95e                  |
| 233                  | Tiril Jørgensen (NOR)         | 103e                 |
| 234                  | Magdalene Lind (NOR)          | 101e                 |
| 235                  | April Tacey (GBR)             | 116e                 |
| 236                  | Eline Van Rooijen (NED)       | 87e                  |